# Hebrus consolidus
Hebrus consolidus är en insektsart som beskrevs av Philip Reese Uhler 1894. Hebrus consolidus ingår i släktet Hebrus och familjen vitmosseskinnbaggar. Inga underarter finns listade i Catalogue of Life.